# Barbitistini
Barbitistini Jacobson, 1905 è una tribù di ortotteri della famiglia Tettigoniidae (sottofamiglia Phaneropterinae).

## Distribuzione e habitat
La tribù ha un areale eurasiatico.

## Tassonomia
Comprende i seguenti generi:
- Ancistrura Uvarov, 1921
- Andreiniimon Capra, 1937
- Barbitistes Charpentier, 1825
- Dasycercodes Bei-Bienko, 1951
- Euconocercus Bei-Bienko, 1950
- Isoimon Bei-Bienko, 1954
- Isophya Brunner von Wattenwyl, 1878
- Kurdia Uvarov, 1916
- Leptophyes Fieber, 1853
- Metaplastes Ramme, 1939
- Orthocercodes Bei-Bienko, 1951
- Parapoecilimon Karabag, 1975
- Phonochorion Uvarov, 1916
- Poecilimon Fischer, 1853
- Polysarcus Fieber, 1853